# Skutterudita
A skutterudita ou escuterudita é um mineral-minério raro de arsenieto de cobalto que contém quantidades variáveis de níquel e ferro substituindo o cobalto com a fórmula ideal CoAs3. Algumas referências dão ao arsênio um subscrito de fórmula variável de 2-3. As variedades com alto teor de níquel são chamadas de níquel-skutterudita, anteriormente chamada de cloantita. É um mineral de minério hidrotermal encontrado em veios de temperatura moderada a alta com outros minerais de Ni-Co. Os minerais associados são arsenopirita, prata nativa, eritrita, annabergita, niquelina, cobaltita, sulfossaltos de prata, bismuto nativo, calcita, siderita, barita e quartzo. É extraído como minério de cobalto e níquel com um subproduto de arsênio.
Descobriu-se que a estrutura cristalina desse mineral é exibida por vários compostos com importantes usos tecnológicos. O mineral tem um brilho metálico brilhante e é branco estanho ou cinza aço claro com uma faixa preta. A gravidade específica é de 6,5 e a dureza é de 5,5 a 6. Sua estrutura cristalina é isométrica com formas de cubo e octaedro semelhantes às da pirita. O teor de arsênico produz um odor de alho quando aquecido ou triturado.

## Etimologia e histórico
Em sua mineração cobalto comestível, a skutterudita é conhecida desde a Idade Média, pois era usada para a produção de esmalte. Abraham Gottlob Werner adotou esse termo em 1803 em seu "Manual de Mineralogia". De acordo com Johann Christoph Adelung, a palavra Speis (literalmente alimentos) era usada em mineração e metalurgia para descrever, entre outras coisas, misturas metálicas de composição desconhecida.
Devido ao seu uso pretendido, o mineralogista francês François Sulpice Beudant incluiu o arsenieto de cobalto como esmaltina em seu "Traité élémentaire de minéralogie" em 1832.
O mineral finalmente recebeu seu nome atual de skutterudita em 1845 por Wilhelm Ritter von Haidinger, que o derivou em homenagem à sua localidade-tipo, as minas de cobalto de Skuterud, perto de Snarum e Modum, Buskerud, Noruega. Outras ocorrências notáveis incluem Cobalto, Ontário e Franklin, Nova Jérsei, nos Estados Unidos. Os raros minerais de arsenieto são classificados no grupo de minerais de sulfeto de Dana, embora não contenham enxofre.
O material tipo do mineral está armazenado na Coleção Mineralógica da Universidade Técnica Academia de Minas de Freiberg sob o número de catálogo 3910.

## Química
Na composição teoricamente ideal e pura da skutterudita (CoAs3), o mineral consiste em cobalto e arsênio em uma proporção de 1:3, o que corresponde a uma fração de massa de 20,77% em peso de cobalto e 79,23% em peso de arsênio.
A análise química do material de argila de Skutterud, na Noruega, por outro lado, revelou uma composição ligeiramente diferente de 19,70% em peso de cobalto e 76,41% em peso de arsênio, além de impurezas menores de 2,80% em peso de ferro e 1,03% em peso de enxofre. A análise por microssonda de amostras minerais de composição semelhante nas proximidades de Cobalto, no distrito de Timiskaming, na província canadense de Ontário, revelou teores adicionais de ferro e enxofre, bem como pequenas quantidades de 1,8% em peso de níquel.

## Estrutura cristalina

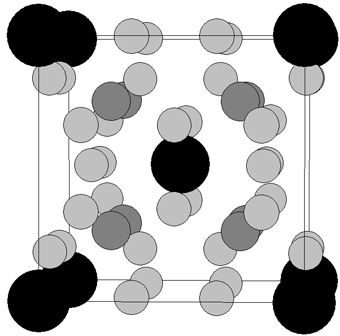
A célula unitária da skutterudita.

A estrutura cristalina do mineral skutterudita foi determinada em 1928 por Oftedahl como sendo cúbica, pertencente ao grupo espacial Im 3 (número 204).
A célula unitária de uma skutterudita é composta de um total de 32 átomos dispostos em oito cubos menores compostos por átomos de cobalto, formando, então, octaedros com o cobalto no centro. Seis desses cubos são preenchidos com anéis planares quadrados de arsênio, cada um deles orientado paralelamente a uma das bordas da célula unitária. Em sua estrutura, na posição 2a de Wyckoff, existem dois grandes vazios estruturais, dimensionados aproximadamente 5 ångström, que podem ser preenchidos com átomos de impureza.
Um estudo recente relata a formação de uma substância anti-skutterudita com enchimento de ânions de nitridoborato não metálico, Ba12[BN2]6,67H4, acessado por uma reação em ampola de estado sólido a partir de subnitreto de bário, nitreto de boro e hidreto de bário a 750 °C. Os dados de difração de raios X de monocristal e de difração de nêutrons em pó permitiram elucidar sua estrutura no grupo espacial cúbico Im 3 (número 204).
Juntamente com o tamanho da célula unitária e o grupo espacial atribuído, os parâmetros mencionados acima descrevem completamente a estrutura cristalina do material. Essa estrutura é frequentemente chamada de uma estrutura de skutterudita.

## Aplicações
Os materiais com estrutura de skutterudita são estudados como um material termoelétrico de baixo custo com baixa condutividade térmica. Estes materiais têm sido sintetizados com uma figura de mérito termoelétrico ZT próximo de 1 a 800 kelvin. Uma figura de mérito adimensional relativamente alta em uma skutterudita policristalina parcialmente se apresenta preenchida com íons de itérbio. Os átomos itérbio de pequeno diâmetro, mas de massa pesada, preenchem parcialmente os vazios do hospedeiro CoSb3 exibe baixos valores de condutividade térmica enquanto as propriedades eletrônicas bastante favoráveis não são substancialmente perturbadas pela adição deitérbio.

## Utilização
Até o final do século XIX, a skutterudita era um importante mineral de minérios de cobalto e níquel para o processamento de cor azul, com o níquel e o trióxido de arsênio branco sendo extraídos como subproduto. Atualmente, esses metais são extraídos principalmente de piritas magnéticas de níquel (uma mistura de pentlandita e pirrotita) e de lateritas.
As skutteruditas estão sendo discutidas como candidatas a conversores termoelétricos mais eficientes, que podem ser usados para converter o calor diretamente em eletricidade no sistema de exaustão de um carro, mas há problemas técnicos consideráveis para isso. Enquanto isso, as skutteruditas estão sendo testadas como materiais para baterias atômicas em viagens espaciais.